# فردودگاه راگوئبارسینگ
 فردودگاه راگوئبارسینگ (به انگلیسی: Ragoebarsing Airstrip) یک فرودگاه همگانی است . این فرودگاه در کشور سورینام قرار دارد .